# هنری لوین
هنری لوین (انگلیسی: Henry Levin؛ ۵ ژوئن ۱۹۰۹ – ۱ مهٔ ۱۹۸۰) هنرپیشه و کارگردان فیلم اهل ایالات متحده آمریکا بود. 

## فیلمشناسی
از آثار او می‌توان به فیلم‌های سفر به اعماق زمین و از جان گذشتگان اشاره نمود.